# Albert Funke Küpper
Albert Johann Funke Küpper (Ruhrort (Duitsland), 24 maart 1894 — Ermelo, 23 november 1934) was een Duits-Nederlands politiek tekenaar, boekbandontwerper en kunstschilder. 
Funke Küpper was de oudste zoon van de van oorsprong Westfaalse kunstschilder Bernard Anton Funke Küpper. Hij studeerde op de kunstacademie in Rotterdam, waar hij in 1912 als leraar ging werken. In 1917 verkreeg hij de Nederlandse nationaliteit.
Na de Eerste Wereldoorlog ging hij aan de slag als tekenaar en schilder. Voor het blad Voorwaarts maakte hij 1923 de strip Krelissie en Dirrekie. In 1927 nam hij de populaire 'plaatjes-serie' Snuffelgraag en Knagelijntje over van Gerrit Rotman, die na onenigheid het blad had verlaten. In een AJC-uitgave uit 1928, Ons Pinksterfeest staan 51 tekeningen van Funke Küpper.
In 1931 vertrok Funke Küpper naar Amsterdam om voor De Arbeiderspers te gaan werken, alwaar hij zich een sociaal bewogen mens betoonde, wiens illustraties voor partij, vakbeweging en aanverwante organisaties gretig aftrek vonden. Hij werd de bezielende kracht achter het weekblad De Notenkraker, zozeer, dat dit blad na zijn dood in 1934 binnen enkele jaren wegkwijnde om in 1936 opgeheven te worden. 
Op 23 november 1934 kwam Funke Küpper, in zijn auto op weg naar de Paasheuvel, op een onbewaakte spoorwegovergang in botsing met een trein en was op slag dood.
Alberts broers Frans Funke Küpper en Theo Funke Küpper waren eveneens actief als striptekenaar en illustrator.

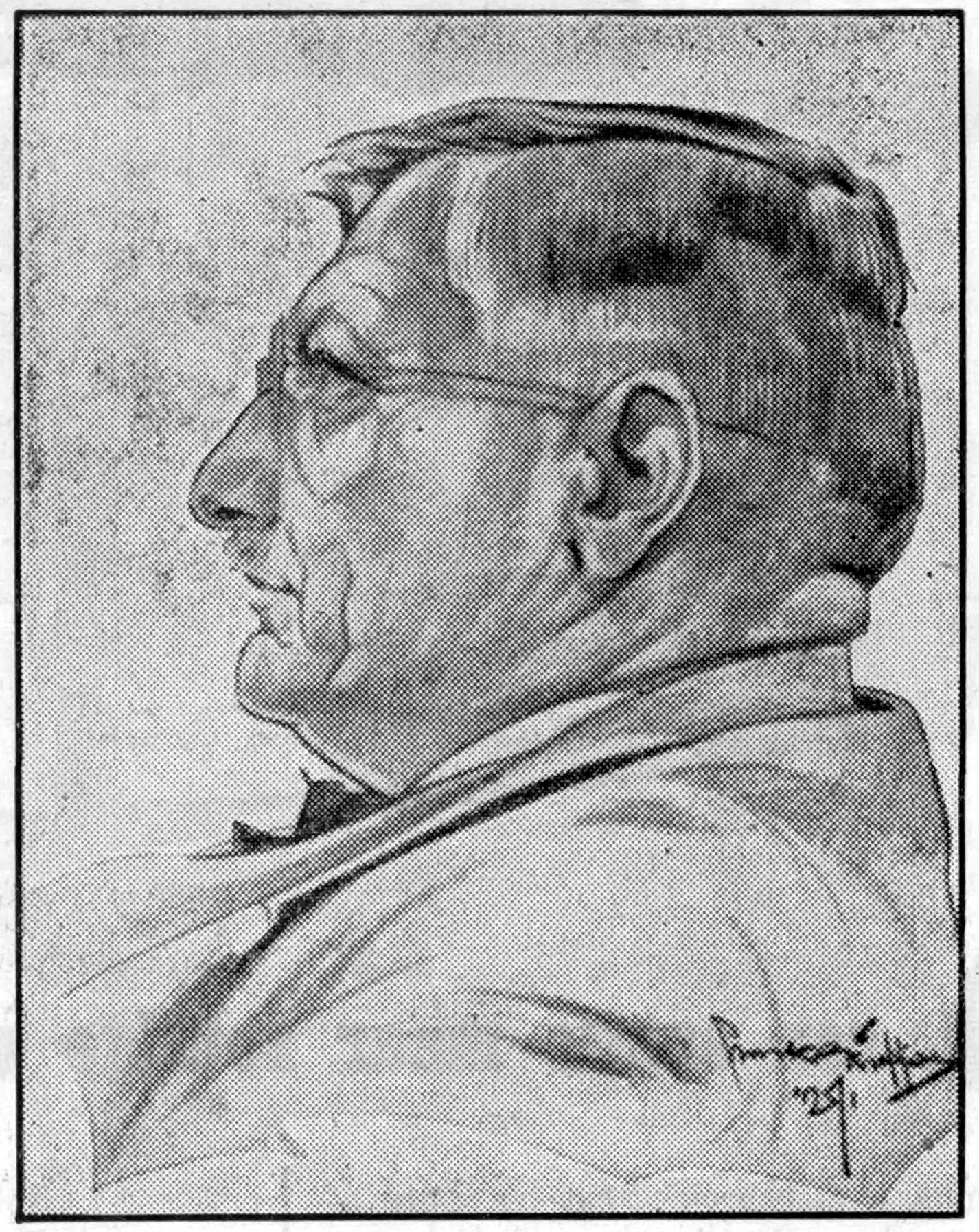
Johan Brautigam door Albert Johann Funke Küpper (1929)
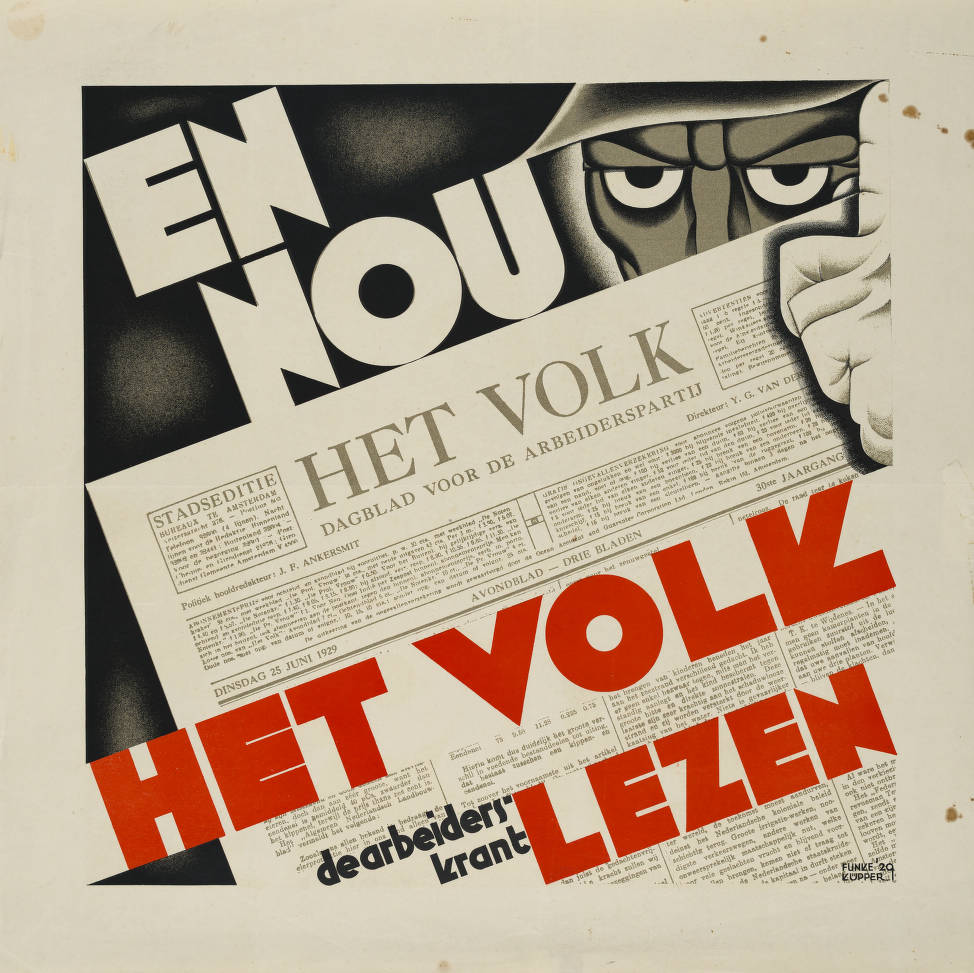
Affiche voor "Het Volk" (1929)
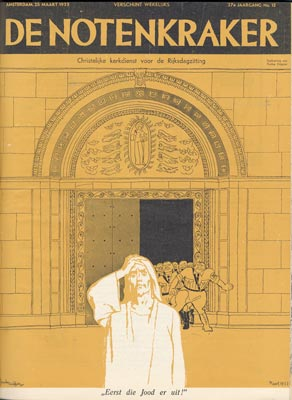
Christelijke kerkdienst voor de Rijksdagzitting. "Eerst die Jood er uit!" (1933)
Zes koppen van stakende IJmuider vissers (1933)
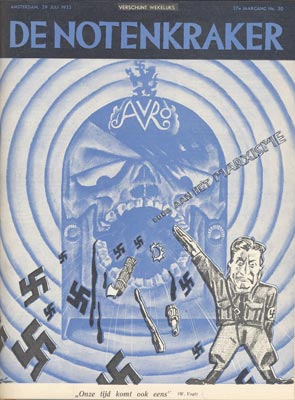
Dood aan het Marxisme. "Onze tijd komt ook eens" (Willem Vogt). Tijdschrift De Notenkraker. Jrg. 27, no. 30 (29 juli 1933).
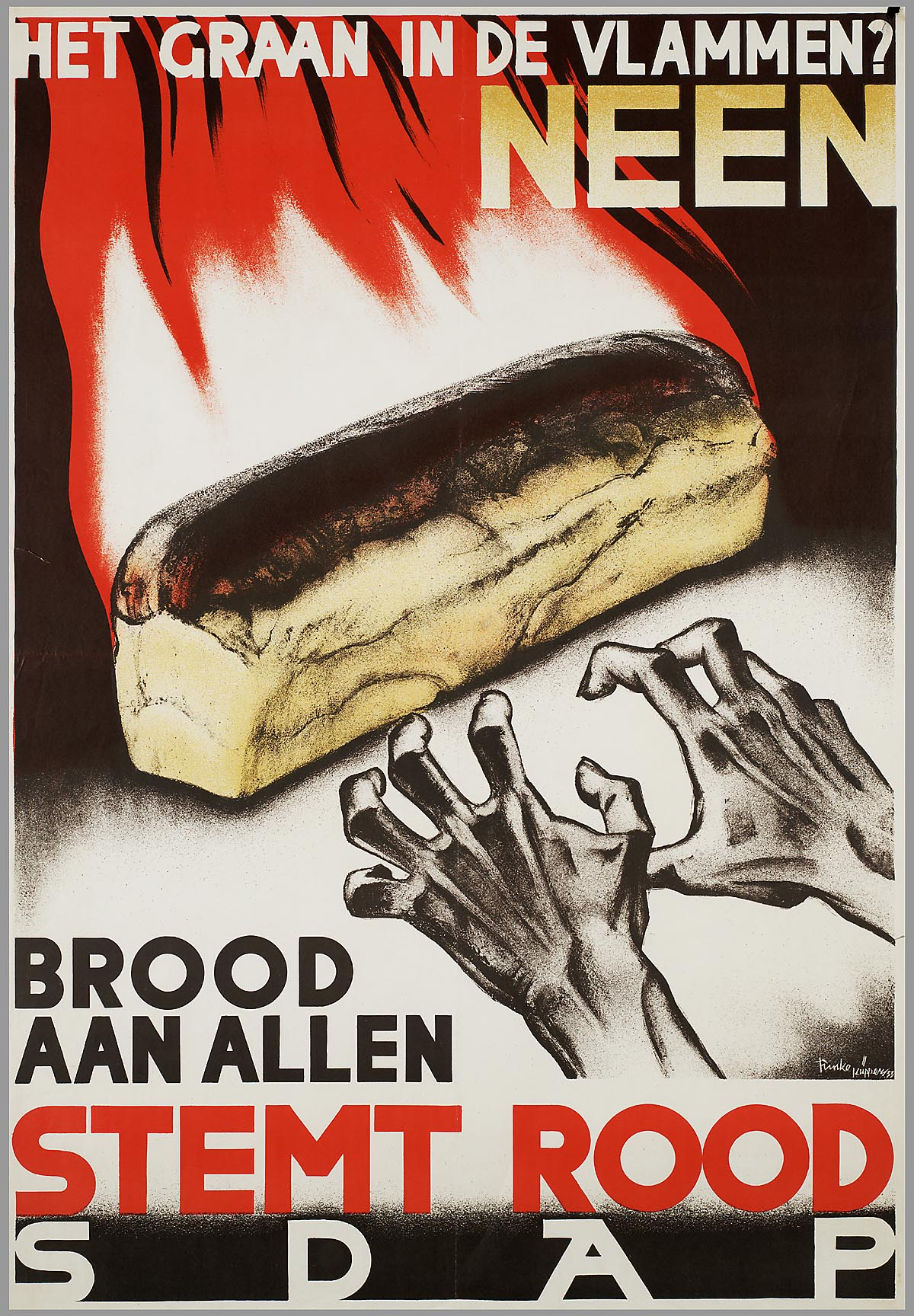
Affiche voor de SDAP (1933/1934)

- Biografisch Portaal: 01351392
- Digitale Bibliotheek voor de Nederlandse Letteren: funk006
- Gemeinsame Normdatei: 127796800
- International Standard Name Identifier: 0000 0000 1902 3457
- Nederlandse Thesaurus van Auteursnamen: 155419056
- RKD-Nederlands Instituut voor Kunstgeschiedenis: 29777
- Union List of Artist Names: 500151121
- Virtual International Authority File: 37951652